# ニギス目
ニギス目（学名：Argentiniformes）は、硬骨魚類の分類群の一つ。2亜目6科57属で構成され、ニギス・デメニギスなど202種が所属する。全種が海水魚で、ほとんどが水深200m以深の深海に生息する。

## 概要
ニギス目の魚類はそのほとんどが深海魚で、熱帯から温帯域にかけて広範囲に分布する。特にハナメイワシ科・セキトリイワシ科の魚類は、極海を含めた海洋のほぼ全域に進出している。ニギス科の一部（ニギスなど）が食用として漁獲される以外、ほとんどの種類は利用されることがない。
ニギス目はサケ目・キュウリウオ目・カワカマス目と近縁で、これら4目は原棘鰭上目としてまとめられている。上目内部での位置付けは多くの変遷を重ねており、ニギス類が現在のように独立の目として扱われるようになったのはNelson（2006）の体系以降である。

## 形態
ニギス目の仲間に共通する形態学的な特徴として、鰓の上部に「crumenal器官」と呼ばれる複雑な構造を有することが挙げられる。腹鰭が腹部の中央に位置すること、脂鰭をもつ種類ともたない種類があること、および基蝶形骨・眼窩蝶形骨を欠くことなどは、キュウリウオ目と共通する特徴である。

## 分類
ニギス目はニギス亜目とセキトリイワシ亜目の2亜目からなり、6科57属202種で構成される。かつて本目はキュウリウオ目とともにサケ目に含められていたが、まずニギス亜目・キュウリウオ亜目の2亜目13科からなる独立のキュウリウオ目とされた後、さらにNelson（2006）によってニギス亜目が単独の目として分離された。

### ニギス亜目
ニギス亜目 Argentinoidei は3科19属からなり、約72種を含む。銀色の体色をもつものが多い。小型（1-3mm程度）の卵から孵化し、成長の過程において海底近くで生活する幼生期がある。
背鰭は体の中央付近にあり、尾鰭は二又に分かれる。多くの種類は脂鰭をもつ。口は小さく、上顎の歯がない。上主上顎骨を欠く。浮き袋がある場合は、消化管とは不連続である。

#### ニギス科

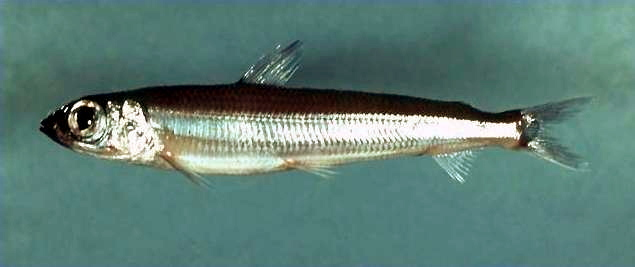
ニギス科の1種（Argentina silus）

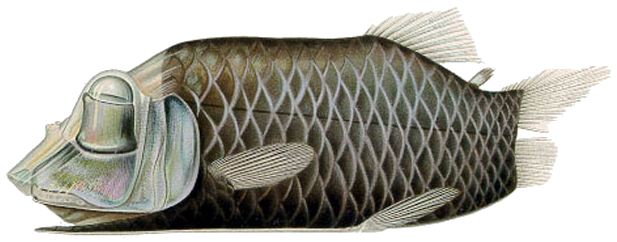
デメニギス科の1種（Opisthoproctus soleatus）。真上を向いた管状の眼が特徴

ニギス科 Argentinidae は2属23種で構成される。脂鰭は臀鰭の真上に位置し、背鰭の起始部は腹鰭よりも前方にある。胸鰭の基底部は腹側近くにある。
- カゴシマニギス属 Argentina
- ニギス属 Glossanodon

#### デメニギス科
デメニギス科 Opisthoproctidae は6属11種からなる。眼球が円筒形に伸びた管状眼となっており、真上を向いているのが大きな特徴。胸鰭の基底部は体の側面にある。
- クロデメニギス属 Winteria
- デメニギス属 Macropinna
- ヒナデメニギス属 Dolichopteryx
- ムカシデメニギス属 Bathylychnops
- ヨツメニギス属 Rhynchohyalus
- Opisthoproctus 属

#### ミクロストマ科

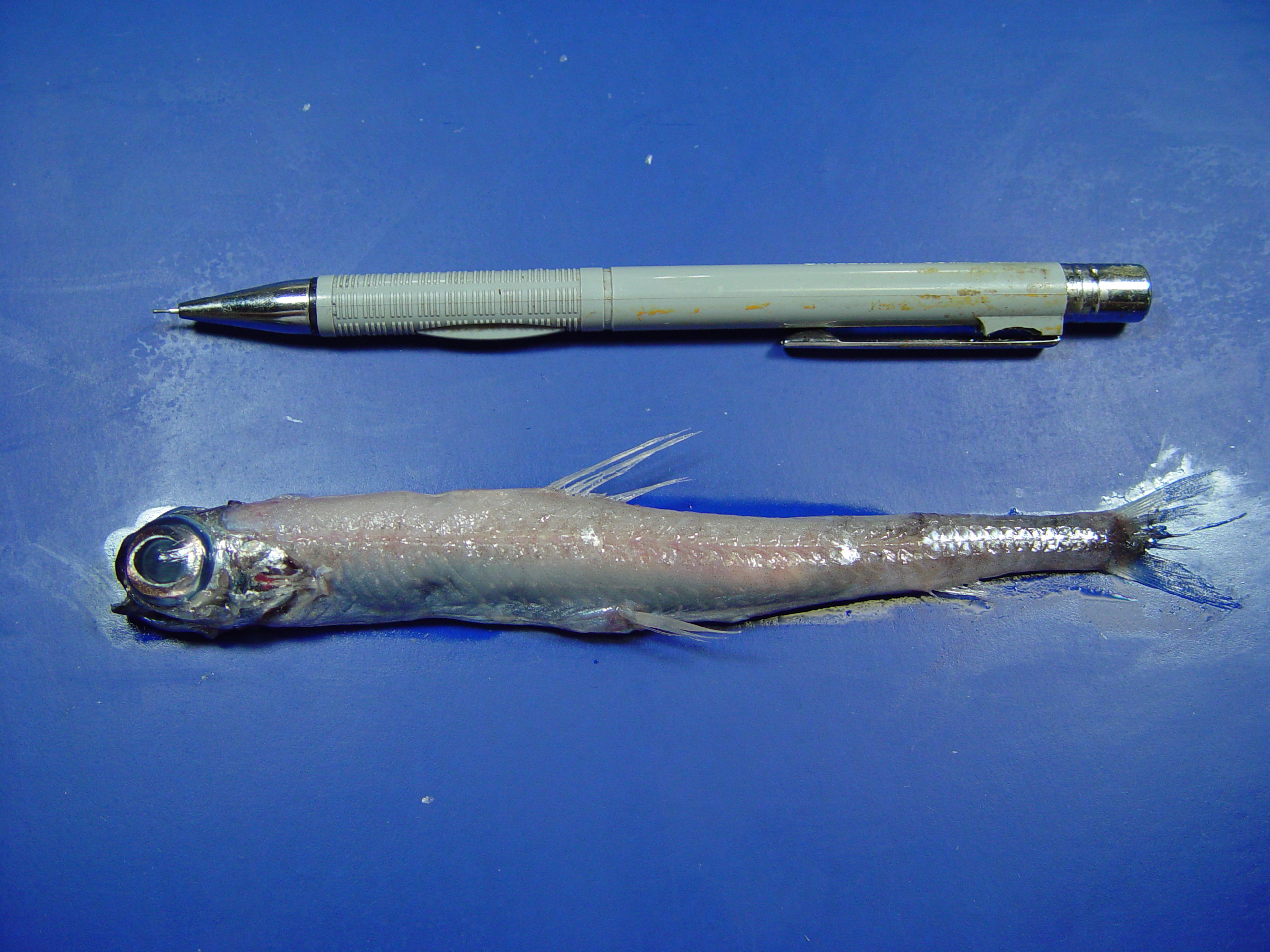
ギンサケイワシ属の1種 Nansenia groenlandica （ミクロストマ亜科）

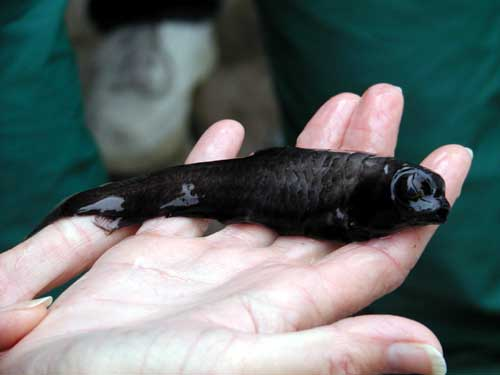
ヤセソコイワシ属の1種 Bathylagus sp. （ソコイワシ亜科）

ミクロストマ科 Microstomatidae は2亜科11属38種を含む。

##### ミクロストマ亜科
- ミクロストマ亜科 Microstomatinae 3属18種。側線および側線鱗は尾部にまで伸びる。後擬鎖骨があり、中烏口骨を欠く。胸鰭の基底は体の側面にある。ギンサケイワシ属のみ脂鰭をもつ。
  - ギンサケイワシ属 Nansenia
  - Microstoma 属
  - Xenophthalmichthys 属

##### ソコイワシ亜科
- ソコイワシ亜科 Bathylagidae (Deep sea smelt)8属20種。後擬鎖骨と中烏口骨をともに欠く。胸鰭の基底が腹面付近にある。
  - ギンソコイワシ属 Dolicholagus
  - ソコイワシ属 Lipolagus
  - トガリイチモンジイワシ属 Leuroglossus
  - ネッタイソコイワシ属 Melanolagus
  - ヤセソコイワシ属 Bathylagus
  - 他3属（Bathylagichthys、Bathylagoides、Pseudobathylagus）

### セキトリイワシ亜目
セキトリイワシ亜目 Alepocephaloidei には38属130種が記載される。体色は暗い色の種類がほとんどである。卵は比較的大型で、幼生期を経ずに成長する。
背鰭は体の後方にあり、脂鰭をもたない。口が大きく、オニイワシ属を除き上顎に歯をもつ。浮き袋はない。

#### ハナメイワシ科
ハナメイワシ科 Platytroctidae は13属37種。地中海を除く全海洋に分布する。肩部に袋状の器官があり、側線の前に開いた放出孔から発光液を分泌することができる。多くの種類は発光器をもち、水深300-1,000mの中深層に生息する。
- カンタイハナメイワシ属 Holtbyrnia
- コノハイワシ属 Platytroctes
- ネッタイハナメイワシ属 Mentodus
- ハナメイワシ属 Sagamichthys
- マウルイワシ属 Maulisia
- 他8属

#### Bathylaconidae 科

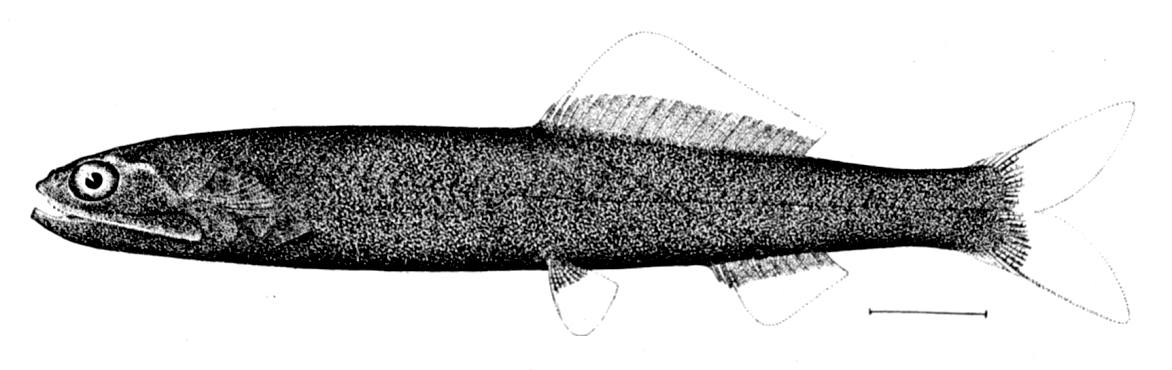
Bathylaco 属の1種（Bathylaco nigricans）。大きく発達した上顎が眼の後方、鰓の近くにまで伸びる

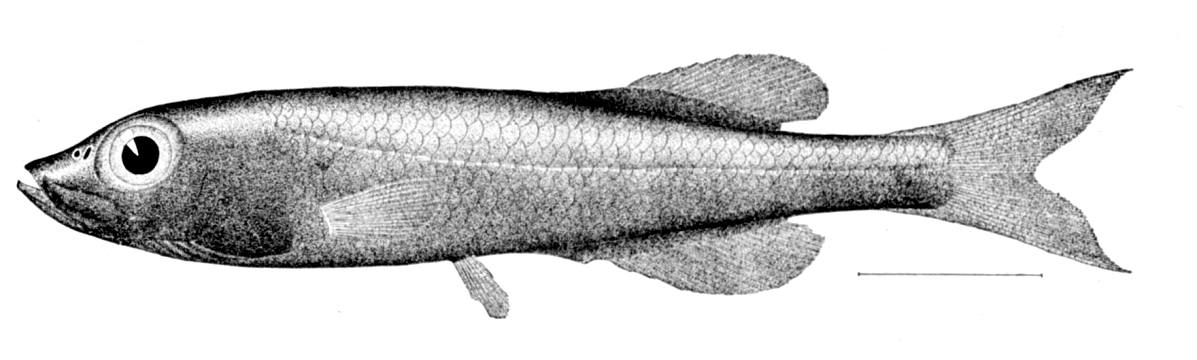
ノコバイワシ Talismania antillarum（ヒレナガイワシ属）

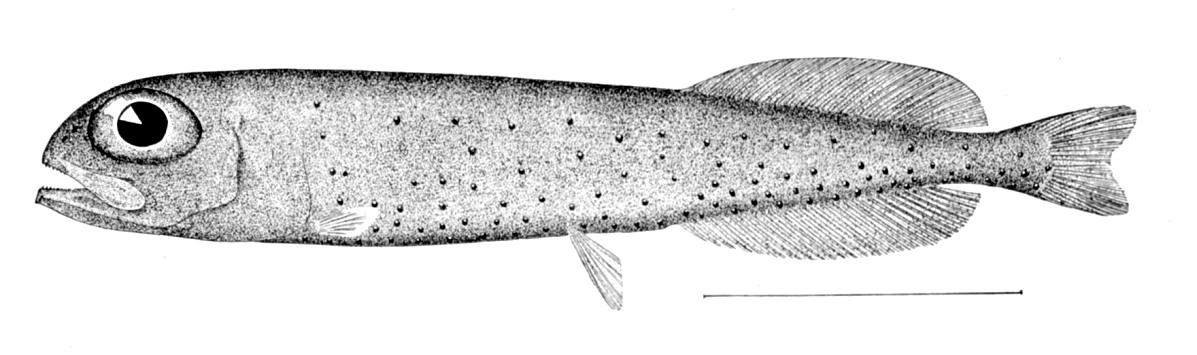
コツブイワシ Xenodermichthys copei（ツブイワシ属）

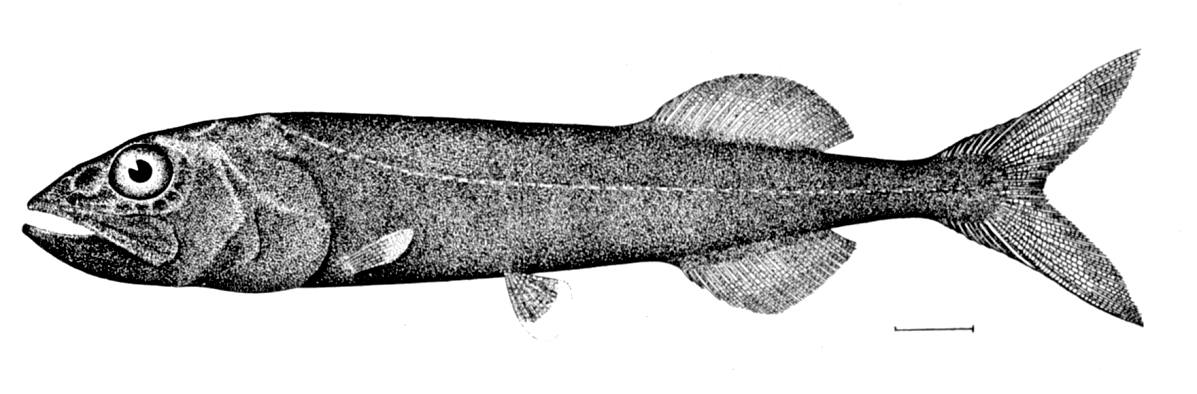
セキトリイワシ属の1種（Rouleina attrita）

Bathylaconidae 科 は2属3種。上顎が眼の後方に伸びる。大きな円鱗をもつ。以前はセキトリイワシ科の亜科として分類されていた。
- Bathylaco 属
- Herwigia 属

#### セキトリイワシ科
セキトリイワシ科 Alepocephalidae は23属90種からなり、全ての海域に分布する。発光器をもつが、ハナメイワシ科のような分泌器官はない。水深1,000m以深に分布する種類が多い。オニイワシ属はかつて独立のオニイワシ科 Leptochilichthyidae として分類されていた。
- ウケグチイワシ属 Bajacalifornia
- オニイワシ属 Leptochilichthys
- クログチイワシ属 Narcetes
- セキトリイワシ属 Rouleina
- ソコノコギリイワシ属 Bathyprion
- ツブイワシ属 Xenodermichthys
- ナメライワシ属 Leptoderma
- ハゲイワシ属 Alepocephalus
- ヒレナガイワシ属 Talismania
- Asquamiceps 属
- Aulastomatomorpha 属
- Bathytroctes 属
- Bellocia 属
- Conocara 属
- Ericara 属
- Photostylus 属
- Rinoctes 属
- 他6属